# Manuel Zeferino
Manuel Ramos Zeferino (né le 23 juillet 1960 à Navais, Póvoa de Varzim) est un coureur cycliste portugais. Professionnel de 1984 à 1992, il a notamment remporté le Tour du Portugal (1981) et le Tour de l'Alentejo (1986). Après sa carrière de coureur, il a été directeur sportif des équipes Recer-Boavista (1993-1994), puis Maia/Milaneza, devenue LA-MSS en 2007.

## Palmarès
- 1981
  - Tour du Portugal :
    - Classement général
    - 1re, et 7e (contre-la-montre) étapes

- 1982
  - Grande Prémio Jornal de Notícias :
    - Classement général
    - 6e étape

  - 3e du Tour du Portugal
  - 4e du Tour de l'Algarve

- 1983
  - 2e du Tour de l'Alentejo

- 1984
  - 3e étape du Tour de l'Algarve
  - 12e étape du Tour du Portugal (contre-la-montre)
  - 2e du Tour du Portugal

- 1985
  - 5e étape du Grande Prémio Jornal de Notícias
  - 13e étape du Tour du Portugal

- 1986
  - Grand Prix International Costa Azul :
    - Classement général
    - 3e étape

  - Tour de l'Alentejo :
    - Classement général
    - 3e étape (contre-la-montre)

- 1989
  - Grande Prémio Correio da Manhã :
    - Classement général
    - 1re étape

  - 3e du Tour de l'Algarve

## Résultats sur les grands tours

### Tour de France
1 participation
- 1984 : 94e

### Tour d'Espagne
2 participations
- 1985 : 95e
- 1987 : hors délais (4e étape)